# Polyommatus teysmanni
Polyommatus teysmanni är en fjärilsart som beskrevs av Weyenbergh 1874. Polyommatus teysmanni ingår i släktet Polyommatus och familjen juvelvingar. Inga underarter finns listade i Catalogue of Life.